# Associação Portuguesa de Xadrez por Correspondência
A Associação Portuguesa de Xadrez por Correspondência (APXC) é uma entidade oficial que regulamenta e organiza os torneios de xadrez por correspondência em Portugal.
A APXC é membro da International Correspondance Chess Federation (ICCF)

## História

### Origem

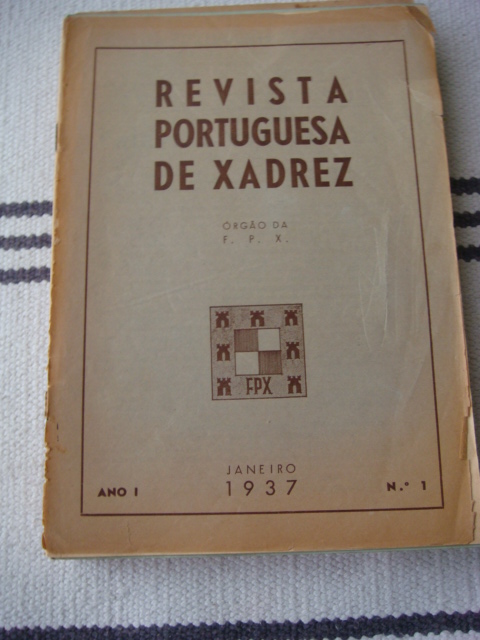
1ª Edição da Revista Portuguesa de Xadrez

As primeiras referências ao xadrez como desporto organizado em Portugal, tanto no tabuleiro como por correspondência, surgem nos anos 20 do Séc. XX.
Os primeiros torneios de xadrez por correspondência surgiram em Janeiro de 1937, organizados pela Federação Portuguesa de Xadrez (FPX), ao tempo presidida por Eduardo Maldonado Pellen, sob a orientação de Carlos Araújo Pires e dinamizados pela Revista Portuguesa de Xadrez, criada pela FPX.
Talvez por isso não seja surpreendente que Portugal tenha participado na 1ª Olimpíada de xadrez por correspondência. O que é um bocado "estranho" é o facto de, apesar da inexperiência dos jogadores portugueses, tenhamos chegado à final, onde ficamos em 4º lugar. Desde cedo se começou a perceber a maior tendência dos jogadores portugueses para um maior sucesso nos jogos por correspondência do que sobre o tabuleiro.
Portugal também participou na 2ª Olimpíada (mais tarde rebaptizada como 1ª Olimpíada, tendo a anterior ficado conhecida como Olimpíada Europeia), onde obteve mais uma vez o 4º lugar através da equipa "A".

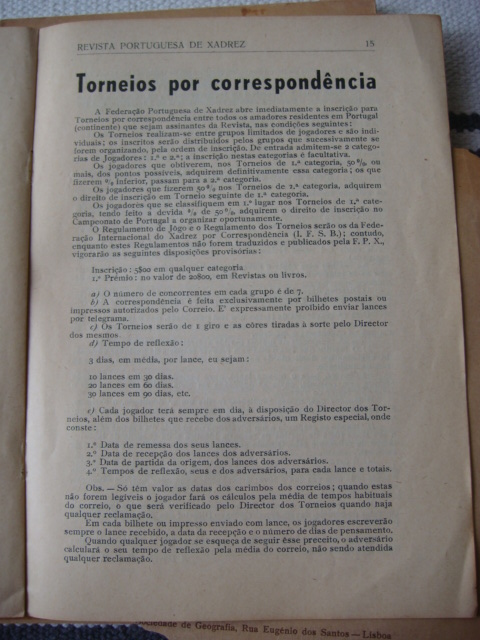
Primeiro anúncio de um torneio de xadrez por correspondência em Portugal

### Comissão Nacional de Xadrez por Correspondência (CNXC)
A Comissão Nacional de Xadrez por Correspondência era o órgão, na dependência da Federação Portuguesa de Xadrez, responsável pela organização dos torneios de xadrez por correspondência, tendo sido extinta em 20 de Fevereiro de 2010, para dar origem à Associação Portuguesa de Xadrez por Correspondência.

### Associação Portuguesa de Xadrez por Correspondência (APXC)
Criada a 20 de Fevereiro de 2010, extinguindo a CNXC, é a responsável pelo xadrez por correspondência e representante da modalidade perante a ICCF.
Em 2012 o xadrez por correspondência português comemorou os 75 anos, com um torneio em duas séries, obtendo a série A categoria 13 e a série B categoria 7.

## Órgãos Sociais

### Quadriénio2014-2017
Foram eleitos a 29 de Março de 2014 os seguintes Órgãos

#### Mesa da Assembleia Geral
Presidente – 390086 - Horácio Cláudio de Campos Neto Vice Presidente – 390491 - Francisco Azevedo Pessoa Secretário – 390549 - Pedro José Garcia Pita Soares

#### Direcção
Presidente – 390096 - João Luís Bana Salvador Marques Tesoureiro – 390098 - António José Brito de Moura Vogal – 390128 - João Manuel Guerreiro Ferreira Vogal – 390342 - Luís José Ribeiro Gonzaga Grego Vogal – 390357 - Carlos Nuno Fantasia Sousa

#### Conselho Fiscal
Presidente – 390310 - José Luís Soares Gomes Relator - 390358 - Eduardo Jorge Galindo Calhau Secretário – 390188 - Gustavo João Ferreira dos Santos Morais

## Jogadores Titulados
Jogadores Titulados ativos
| Grandes Mestres (GM)            | Mestres Internacionais Superiores (SIM) | Mestres Internacionais (IM)    |
| ------------------------------- | --------------------------------------- | ------------------------------ |
| GM Pereira, Álvaro F. P.        | SIM Moura, António J. Brito             | IM Cordeiro, Victor Louro      |
| GM Neto, Horácio                | SIM Quaresma, Eng. Luis Manuel T.       | IM Pinho, Joaquim Brandão      |
| GM Soberano, Joaquim Pedro      | SIM Flores, Júlio Manuel de Souza       | IM Pinheiro, Albano Guise      |
| GM Silva, António Augusto M. C. | SIM Demétrio, António E. Robalo         | IM Calhau, Eduardo J. G.       |
| GM Pessoa, Francisco Azevedo    | SIM Almeida, Manuel Camejo de           | IM Moreira, José Américo Paiva |
|                                 | SIM Cleto, Fernando de Almeida Costa    | IM Grego, Luís José Gonzaga    |
|                                 | SIM Reis, Luís Simões dos               |                                |
|                                 | SIM Morais, Gustavo João F. S.          |                                |
|                                 | SIM Peres, João Luís Martins            |                                |
|                                 | SIM Antunes, Abel                       |                                |

## Campeões Nacionais
A Associação Portuguesa de Xadrez por Correspondência realiza anualmente as provas nacionais para apurar os campeões nas seguintes categorias:
Nacionais Absolutos - I - Virgílio Lopes, II - João Cordovil, III - João Cordovil, IV - Álvaro Pereira e Luís Santos, V - João Cordovil, VI - João Cordovil, VII - José Gonçalves, VIII - José Gonçalves, IX - António Demétrio, X - Joaquim Pedro Soberano, XI - Fernando Cleto, XII - António Moura; XIII - Carlos Salvador Marques a decorrer
Nacionais Femininos - I - Ilda Miranda, II - Ilda Miranda;
Nacionais Veteranos - I - Fausto Machado, II - Fausto Machado, III - Joao Guerreiro Ferreira
Nacionais de Jovens - I - José Sebrosa, II - Ricardo Duarte
Nacionais de Equipas - I - Desconhecido, II - Grupo de Xadrez Alekine, III - Grupo de Xadrez Alekine, IV - Sporting Clube de Portugal, V - Ginásio Clube Figueirense, VI - Núcleo de Xadrez da Marinha Grande, VII - Núcleo de Xadrez da Marinha Grande, VIII - Núcleo de Xadrez da Marinha Grande, IX - Núcleo de Xadrez da Marinha Grande, X - Centro Popular Trabalhadores de Alfena, XI - GXP Grupo de Xadrez do Porto, 
Taça de Portugal - I - João Cordovil, II - Floro Roselli, III - Vítor Abrantes, IV - José Cidreiro Lopes, V - Desconhecido, VI - Henrique Pereira, VII - Álvaro Pereira, VIII - Desconhecido, IX - Desconhecido, X - Não se disputou a final, XI - Carlos Quaresma, XII - Manuel Camejo Almeida, XIII - António Demétrio, XIV - Joaquim Pedro Soberano, XV - José Américo Moreira, XVII - António Silva, XVIII - Francisco Pessoa, XIX - Edgar Pereira

## Campeonato Mundial de Xadrez por Corrêspondencia
Final Masculina
| N° | Anos      | Campeäo                             | Portugal                                          |
| -- | --------- | ----------------------------------- | ------------------------------------------------- |
| 1  | 1950-1953 | Cecil Purdy Austrália               |                                                   |
| 2  | 1956-1959 | Viacheslav Ragozin União Soviética  |                                                   |
| 3  | 1959-1962 | Albéric O' Kelly Bélgica            |                                                   |
| 4  | 1962-1965 | Vladimir Zagorovsky União Soviética |                                                   |
| 5  | 1965-1968 | Hans Berliner Estados Unidos        |                                                   |
| 6  | 1968-1971 | Horst Rittner Alemanha Oriental     |                                                   |
| 7  | 1972-1976 | Jakov Estrin União Soviética        |                                                   |
| 8  | 1975-1980 | Jørn Sloth Dinamarca                |                                                   |
| 9  | 1977-1983 | Tônu Ôim União Soviética            |                                                   |
| 10 | 1978-1984 | Vytas Palciauskas Estados Unidos    |                                                   |
| 11 | 1983-1989 | Fritz Baumbach Alemanha Oriental    |                                                   |
| 12 | 1984-1991 | Grigory Sanakoev União Soviética    |                                                   |
| 13 | 1989-1998 | Mikhail Umansky União Soviética     | Alvaro Pereira (5°)                               |
| 14 | 1994-2000 | Tōnu Öim Estónia                    | João Cordovil (15°)                               |
| 15 | 1996-2002 | Gert Timmerman Países Baixos        |                                                   |
| 16 | 1999-2004 | Tunç Hamarat Turquia                |                                                   |
| 17 | 2002-2007 | Ivar Bern Noruega                   |                                                   |
| 18 | 2003-2005 | Joop van Oosterom Países Baixos     |                                                   |
| 19 | 2004-2007 | Christophe Léotard França           |                                                   |
| 20 | 2004-2011 | Pertti Leikoinmen Finlândia         |                                                   |
| 21 | 2005-2008 | Joop van Oosterom Países Baixos     |                                                   |
| 22 | 2007-2010 | Alexandr Dronov Rússia              |                                                   |
| 23 | 2007-2010 | Ulrich Stephan Alemanha             | Horácio Neto (8°)                                 |
| 24 | 2009-2011 | Marjan Šemri Eslovênia              |                                                   |
| 25 | 2009-2013 | Fabio Finocchiaro Itália            |                                                   |
| 26 | 2010-2014 | Ron Langeveld Países Baixos         |                                                   |
| 27 | 2011-2014 | Alexandr Dronov Rússia              |                                                   |
| 28 | 2013-2016 | Leonardo Ljubićić Croácia           | Horácio Neto (2°) y Francisco Acevedo Pessoa (5°) |
| 29 | 2015-2018 | Alexandr Dronov Rússia              | Horácio Neto (3°)                                 |
| 30 | 2017-2019 | Andrey Kochemasov Rússia            |                                                   |
| 31 | 2021-.... |                                     | Horácio Neto                                      |

## Jogos Olímpicos de xadrez por correspondência
Fim masculino
| N° | Ano       | Ouro                              | Prata                    | Bronze                    | Portugal  |
| -- | --------- | --------------------------------- | ------------------------ | ------------------------- | --------- |
| 1  | 1949-1952 | Hungria (25)                      | Tchecoslováquia (20)     | Suécia (19,5)             | 4° (19,5) |
| 2  | 1952-1955 | Tchecoslováquia (27,5)            | Suécia (27,5)            | Alemanha (27)             |           |
| 3  | 1958-1961 | União Soviética (35,5)            | Hungria (32,5)           | Iugoslávia (32)           |           |
| 4  | 1962-1964 | União Soviética (36)              | Alemanha Oriental (28,5) | Suécia (27,5)             |           |
| 5  | 1965-1968 | Tchecoslováquia (31,5)            | União Soviética (30)     | Alemanha Ocidental (29,5) |           |
| 6  | 1968-1972 | União Soviética (38)              | Tchecoslováquia (28,5)   | Alemanha Oriental (25,5)  |           |
| 7  | 1972-1976 | União Soviética (35,5)            | Bulgária (30)            | Reino Unido (29,5)        |           |
| 8  | 1977-1982 | União Soviética (46,5)            | Hungria (44)             | Reino Unido (41,5)        |           |
| 9  | 1982-1987 | Reino Unido (33,5)                | Alemanha Ocidental (30)  | União Soviética (27)      | 5° (23)   |
| 10 | 1987-1995 | União Soviética (34)              | Inglaterra (33,5)        | Alemanha Oriental (33,5)  |           |
| 11 | 1992-1999 | Tchecoslováquia & Alemanha (45,5) |                          | Canadá & Escócia (40)     |           |
| 12 | 1998-2004 | Alemanha (47,5)                   | Lituânia (42,5)          | Letônia (42,5)            |           |
| 13 | 2004-2009 | Alemanha (38)                     | Chéquia (34,5)           | Polónia (32)              |           |
| 14 | 2002-2006 | Alemanha (45,5)                   | Lituânia (39,5)          | Estados Unidos (36)       |           |
| 15 | 2006-2009 | Noruega (48)                      | Alemanha (47)            | Países Baixos (46,5)      | 4° (43,5) |
| 16 | 2010-2016 | Chéquia (33,5)                    | Alemanha (28,5)          | França (26,5)             |           |
| 17 | 2009-2012 | Alemanha (44,5)                   | Espanha (43,5)           | Itália (39,5)             |           |
| 18 | 2012-2016 | Alemanha (41,5)                   | Eslovênia (41)           | Espanha (39)              |           |
| 19 | 2016-...  |                                   |                          |                           |           |
| 20 | 2016-2019 | Alemanha (39,5)                   | Rússia (39,5)            | Espanha (39)              |           |
| 21 | 2020-.... |                                   |                          |                           | [ 12 ]    |

## Provas de seleções nacionais finalizadas / a decorrer
1st Coppa Latina World - 5º lugar (terminada)
8th European Team Championship - Semifinal 1 - 
9th European Team Championship - Semifinal 3 -
Ladies Olympiad 9 Final -  